# Aeroporto Internacional El Dorado
Aeroporto Internacional El Dorado (IATA: BOG, ICAO: SKBO) é o principal, maior e mais importante aeroporto internacional da Colômbia. Possui duas pistas de 3 800 metros cada uma. Em 2013 registrou um tráfego de passageiros de 25 009 483. O Aeroporto é o primeiro aeroporto da América Latina pelo movimento de carga e de passageiros terceiro movimento.[carece de fontes?] Está localizado a 15 quilômetros a oeste de Bogotá, entre as localidades de Fontibón e Engativá, ocupando uma área de aproximadamente 6,9 km2.
O Aeroporto Internacional El Dorado tem dois terminais: Terminal 1 (Eldorado), dividido em dois terminais (doméstica e internacional) e abrangendo todos os voos internacionais de Avianca e outras companhias aéreas nacionais e internacionais, e o Terminal 2 (denominado também de Puente Aéreo), terminal anexo. Na sua inauguração, em 1981, este terminal era exclusivo da Avianca em Bogotá, atualmente a atender às aéreas Clic e Satena.
Actualmente, o Puente Aereo recebe todos os voos domésticos da companhia aérea Avianca e sua subsidiária SAM. Em 14 de março de 2008, o governo nacional anunciou a decisão de demolir o antigo terminal e construir um novo projeto.
O aeroporto ganhou o prêmio Skytrax de melhores funcionários de aeroporto da América do Sul em 2015, e em 2023 está na quarta posição.Em 2015 estava na terceira posição da lista dos melhores aeroportos da América do Sul. Hoje tem o lugar 37, sendo que em 2022 esteve na posição 35 e em 2021 na 43.

## História
O terminal de passageiros Eldorado foi concebido durante o governo do general Gustavo Rojas Pinilla para substituir o Aeroporto de Techo. Sua construção começou em 1955 e entrou em serviço no final do ano 1959. O aeroporto recebeu seu nome em memória da famosa lenda de Eldorado, através do qual conquistadores europeus procuraram sem êxito uma cidade dourada nas Américas cuja origem está intimamente ligada com a história da cidade e do país. Bem como está localizado perto de da Laguna de Guatavita (município de Sesquilé), onde se celebra o rito descrito na famosa lenda. Inicialmente foi administrado pela Empresa Colombiana de Aeródromos (ECA).
Em 1973, Eldorado mobilizou quase três milhões de passageiros por ano, que transportou 5 milhões de sacos. Este ano foi um dos mais prósperos para o sector da aviação, a registar taxas de crescimento significativas nos setores de passageiros nacional, internacional, nacional e internacional de carga.[carece de fontes?]
Em 1981, a Avianca investiu na construção do Terminal Aéreo Puente Aereo inaugurado pelo então presidente Julio César Turbay Ayala como um aeroporto para canalizar os voos a partir de Bogotá para Cali, Medellín, Miami e Nova Iorque.
El Dorado, em 1990, a partir do terceiro andar do edifício-terminal passaram a funcionar as principais unidades do Departamento Administrativo de Aeronáutica Civil (Aerocivil), entidade estatal que substituiu a extinta ECA. Neste ano aparece a construção do Centro de Estúdios Aeronáutico. No terreno central, localizada na parte leste do aeroporto local, surge o Centro Nacional de Aviação.
Em 1998 construíram a segunda pista do Aeroporto, sob protestos dos moradores próximos devido ao funcionamento incessante diurno e noturno.

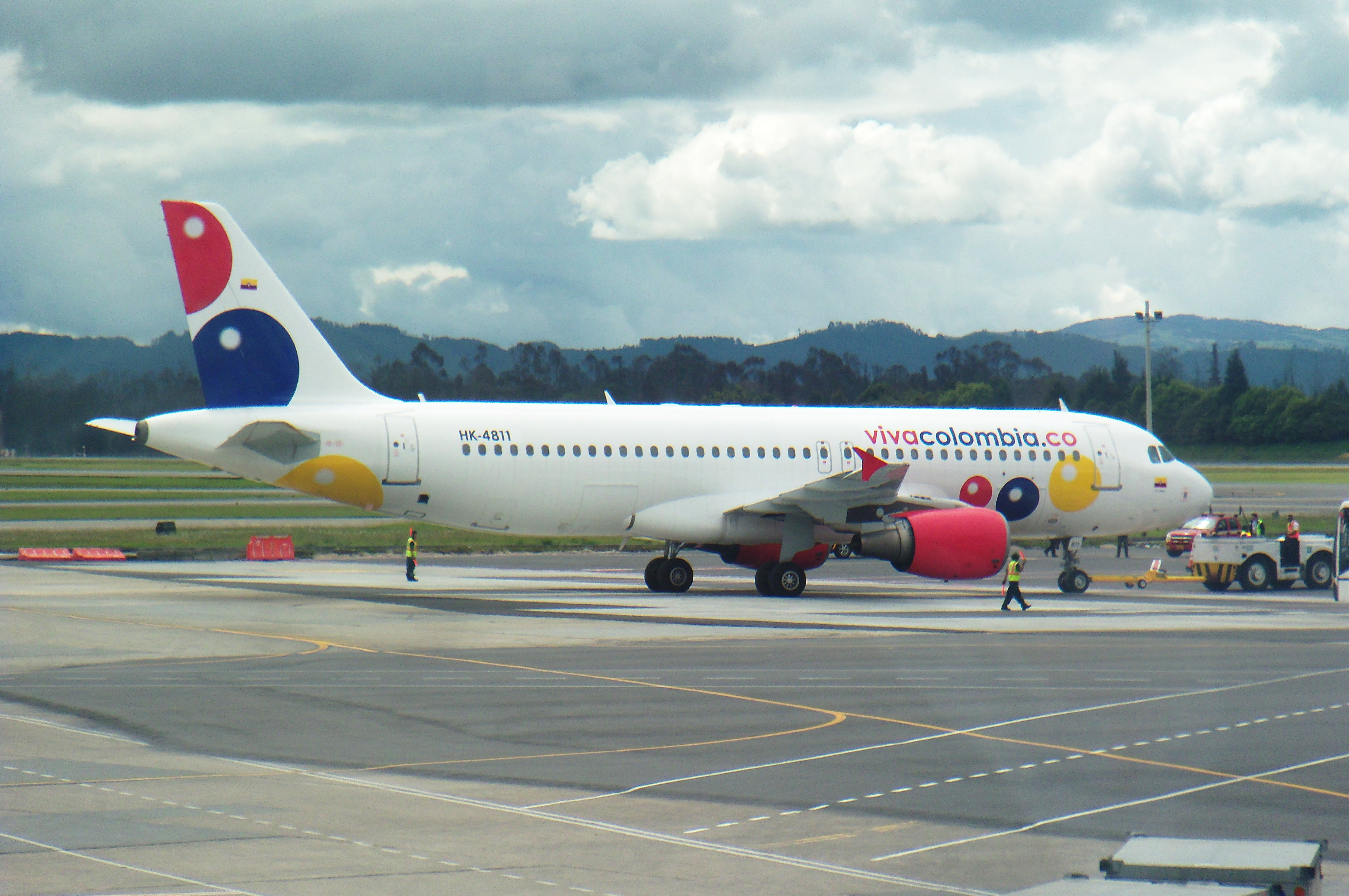
Airbus A320 de VivaColombia em seu voo inaugural foi em El Dorado.

Em 7 de fevereiro de 2007, o aeroporto foi concedido ao consórcio Opaínapós uma licitação publicizada e debatida. O governo federal hesitou mas aceitou a proposta Opaín de demolir o aeroporto para um novo. Inicialmente, a subvenção prevista a modernização dos edifícios existentes e a construção de outros até juntar o principal terminal com o transporte aéreo, no entanto durante a modernização obras (ver abaixo, Milestone 1), foram detectadas falhas estruturais, enquanto não comprometer a integridade do edifício existente, se isso seria uma expansão e modernização completamente inviável em termos económicos. Opaín tinha proposto desde o início da demolição do aeroporto e teve ainda apresentado um novo design para substituir, mas o governo nacional tinha sido fortemente contestado por questões jurídicas e orçamentais (pois isso seria uma grande mudança para os termos da concessão, o que poderia Opaín fazer outros concorrentes que participaram do concurso apresentar alegações), apesar de muitos sectores da opinião pública estiveram de acordo com Opaín. Em seguida, ele descobriu a problemas estruturais, o governo concordou com a demolição do aeroporto e de compensação para Opaín para renovações que já tinha sido atingido de fazer (Milestone 1). Para obter um lidar com 16 milhões de passageiros e 1,5 milhões de toneladas de carga por ano, Opaín planos para deslocar o terminal de carga para permitir a expansão do terminal de passageiros, e garantir o acesso de pelo menos mais uma avenida para a rua 26. 

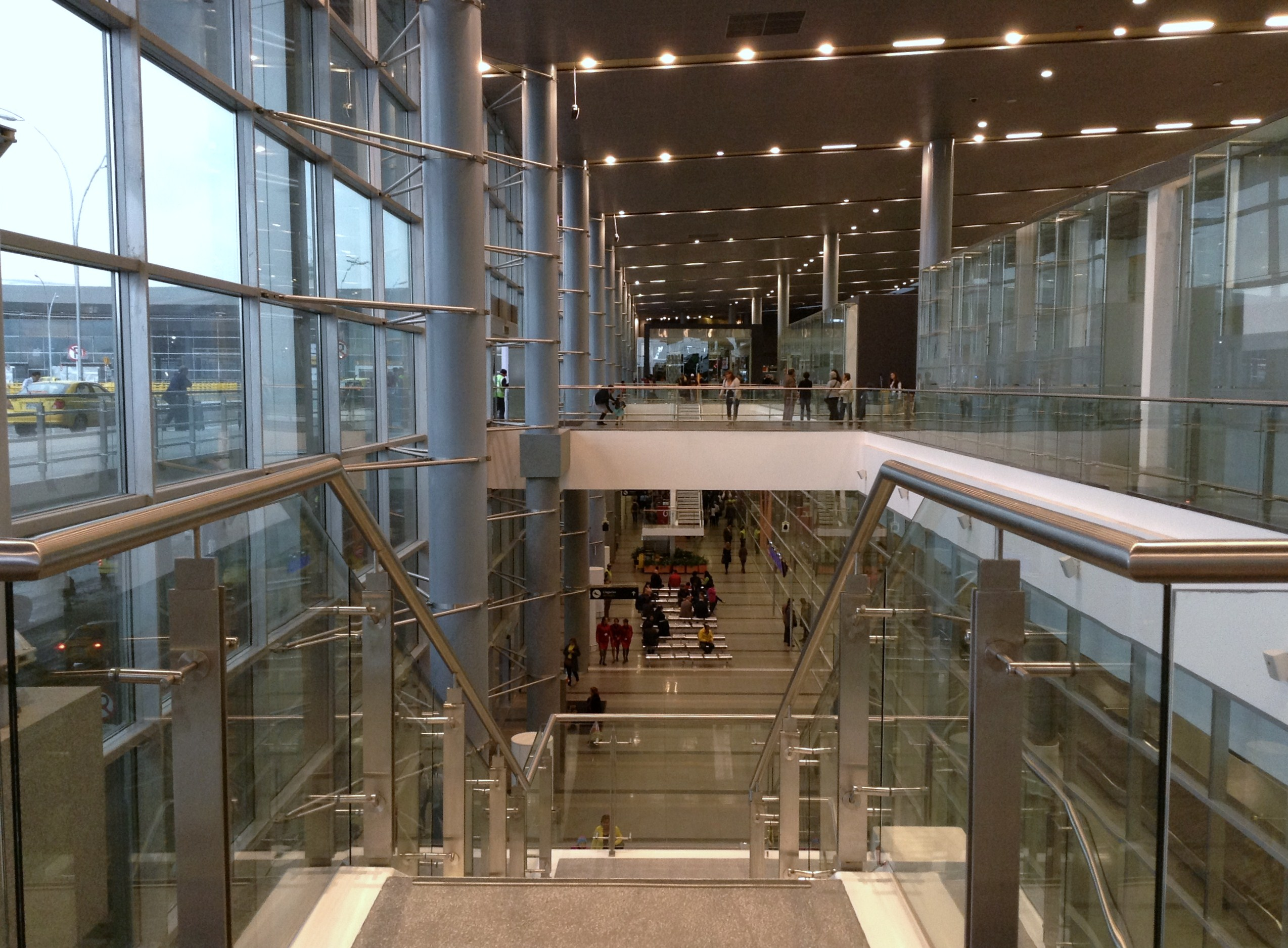
Terminal de voos internacionais (T1).

 Em 19 de setembro de 2007 iniciou a implementação do Objetivo 1 do plano de modernização e ampliação do aeroporto. Isto envolveu a expansão do Terminal Central  do terminal existente hoje e instalar o sistema de corte no terminal. Essas obras foram concluídas em março de 2008, quando iniciou para a execução do Objetivo 2, que correspondeu à construção do novo terminal de carga, um novo edifício para a Aerocivil, uma nova brigada de incêndio, um centro administrativo e um edifício para quarentena. Esta etapa terminou em setembro de 2009.
Em 2012, em concordância com a lei 75 de 1989, que honra a memória de Luis Carlos Galán, a lei 1529 de 2012 oficializou a mudança de nome para de “Aeropuerto Internacional El Dorado” para “Aeropuerto Internacional El Dorado Luis Carlos Galán Sarmiento”. Tal mudança causou polêmica principalmetne em virtude dos custos asociados e pela relação inexistente entre Galán e o aeroporto.
O processo de renovação do mais importante terminal aéreo da Colômbia finalizou totalmente em dezembro de 2017. Em 10 años, passou a receber de dezesseri milhões a pouco mais de trinta e cinco milhões de pasajeros por ano.[carece de fontes?]

## Companhias aéreas e destinos

### Destinos
| Companhias                       | Cidades | Aliança       |
| -------------------------------- | --- | ------------- |
| Avianca 55 destinos              | Domésticos (23): Armênia / Barrancabermeja / Barranquilla / Bucaramanga / Cali / Cartagena / Cúcuta / Florencia / Ibagué / Letícia / Manizales / Medellín / Montería / Neiva / Pasto / Pereira / Popayán / Riohacha / Ilha de San Andrés / Santa Marta / Valledupar / Villavicencio / Yopal Internacionais (37): Barcelona / Bridgetown / Boston / Buenos Aires / Cancún / Caracas / Cidade da Guatemala / Cidade do México / Cidade do Panamá / Fort Lauderdale / Frankfurt (Inicia até Janeiro/18) / Guaiaquil / Havana / La Paz / Lima / Londres / Los Ángeles / Madri / Miami / Montevidéu / Munique (Inicia até Janeiro/18) / Nova Iorque / Oranjestad / Orlando / Paris (Inicia até Janeiro/18) / Punta Cana / Quito / Rio de Janeiro / Roma (Inicia até Janeiro/18) / San Juan / Salvador / San Salvador / Santiago / Santo Domingo / São Paulo / Washington / Willemstad | Star Alliance |
| Copa Airlines Colômbia 1 destino | Internacional (1): Cidade do Panamá | Star Alliance |
| EasyFly 5 destinos               | Domésticos (5): Ibagué / Neiva / Popayán / Quibdó / Yopal | N/A           |
| LATAM Colômbia 17 destinos       | Domésticos (13): Barranquilla / Bucaramanga / Cali / Cartagena / Cúcuta / Letícia / Medellín / Montería / Pereira / Ilha de San Andrés / Santa Marta / Valledupar / Yopal Internacionais (4): Cancún / Lima / Miami / Oranjestad | Oneworld      |
| Satena 22 destinos               | Domésticos (22): Apartadó / Arauca / Buenaventura / Corozal / Florencia / Ipiales / La Macarena / Medellín / Mitú / Pasto / Pitalito / Puerto Asís / Puerto Carreño / Puerto Inírida / Puerto Leguízamo / Quibdó / San José del Guaviare / Saravena / Tame / Tumaco / Villagarzón / Villavicencio | N/A           |
| VivaColombia 11 destinos         | Domésticos (9): Barranquilla / Bucaramanga / Cali / Cartagena / Medellín / Montería / Pereira / Ilha de San Andrés / Santa Marta Internacionais (3): Lima / Cidade do Panamá / Quito | N/A           |
| Wingo 10 destinos                | Domésticos (2): Cartagena / Ilha de San Andrés Internacionais (8): Cancún / Caracas / Cidade do México / Havana / Cidade do Panamá / Punta Cana / Oranjestad / Quito | N/A           |
| Aerolíneas Argentinas 1 destino  | Internacional (1): Buenos Aires | SkyTeam       |
| Aeroméxico 1 destino             | Internacional (1): Cidade do México | SkyTeam       |
| Air Canada 1 destino             | Internacional (1): Toronto | Star Alliance |
| Air Europa 1 destino             | Internacional (1): Madri | SkyTeam       |
| Air France 1 destino             | Internacional (1): París | SkyTeam       |
| American Airlines 2 destinos     | Internacionais (2): Dallas / Miami | Oneworld      |
| Avianca Brasil 4 destinos        | Internacional: (4) Fortaleza / Natal (em breve) / Recife (Inicia em 11 de dezembro de 2017) / Salvador | Star Alliance |
| Avianca Costa Rica 1 destino     | Internacional: (1) San José | Star Alliance |
| Avianca Ecuador 2 destinos       | Internacionais: (2) Guaiaquil / Quito | Star Alliance |
| Avianca Perú 2 destinos          | Internacionais: (2) Cusco / Lima | Star Alliance |
| Avianca El Salvador 1 destino    | Internacional: (1) San Salvador | Star Alliance |
| Avior Airlines 1 destino         | Internacional (1): Valência | N/A           |
| Conviasa 1 destino               | Internacional (1): Caracas | N/A           |
| Copa Airlines 1 destino          | Internacional (1): Cidade do Panamá | Star Alliance |
| Cubana de Aviación 1 destino     | Internacional (1): Havana | N/A           |
| Delta Air Lines 1 destino        | Internacional (1): Atlanta | SkyTeam       |
| Iberia 1 destino                 | Internacional (1): Madri | Oneworld      |
| Interjet 2 destinos              | Internacionais (2): Cidade do México / Cancún | N/A           |
| JetBlue Airways 2 destinos       | Internacionais (2): Fort Lauderdale / Orlando | N/A           |
| KLM 1 destino                    | Internacional (1): Amsterdão (Vía CTG) | SkyTeam       |
| LATAM Airlines 1 destino         | Internacional: (1) Santiago | Oneworld      |
| LATAM Brasil 2 destinos          | Internacionais: (2) São Paulo / Buenos Aires | Oneworld      |
| LATAM Peru 1 destino             | Internacional: (1) Lima | Oneworld      |
| Lufthansa 1 destino              | Internacional (1): Frankfurt | Star Alliance |
| Spirit Airlines 1 destino        | Internacional (1): Fort Lauderdale | N/A           |
| TAME 2 destinos                  | Internacionais (2): Caracas / Quito | N/A           |
| TAP Air Portugal 1 destino       | Internacionais (1): Lisboa | Star Alliance |
| Turkish Airlines 1 destino       | Internacional (1): Istanbul (Vía PTY) | Star Alliance |
| United Airlines 2 destinos       | Internacionais (2): Houston / Newark | Star Alliance |

### Destinos de carga
- Carga Nacional
  -  Companhias Aéreas Suramericanas
  -  Avianca Cargo
  -  Aerosucre
  -  Cargo Express
  -  Air Cargo
- Carga Internacional
  -  Arrow Air
  -  Atlas Air
  -  Cargo B Airlines
  -  Cargolux
  -  Centurion Air Cargo
  -  Cielos Airlines
  -  DHL
  -  FedEx
  -  Focus Air Cargo
  -  Martinair Cargo
  -  UPS
  -  Panavia
  -  Polar Air Cargo
  -  Vensecar Internacional
  -  Mais Aérea
  -  Kalitta Air
  -  Florida West International Airways

### Companhias aéreas que já operaram
- ABSA
- ACES Colômbia
- Aerocondor Colombia
- AeroPerú (Lima)
- AeroSur Cargo
- AeroTaca
- AeroTal
- Aeroflot (Moscou)
- Alitalia (Milão, Roma)
- British Airways (Caracas, Londres)
- Eastern Air Lines (Miami)
- Equatoriana Aviação (Guayaquil, Quito)
- Gol Linhas Aéreas Inteligentes (São Paulo)
- Icaro (Guayaquil, Quito)
- Intercontinental Aviação
- Ladeco (Miami, Santiago, Chile)
- Airlines paraguaio (Assunção)
- Saeta (Guayaquil, Quito)
- VIASA (Caracas)
- West Caribbean Airways

## Projecto de demolição e reconstrução

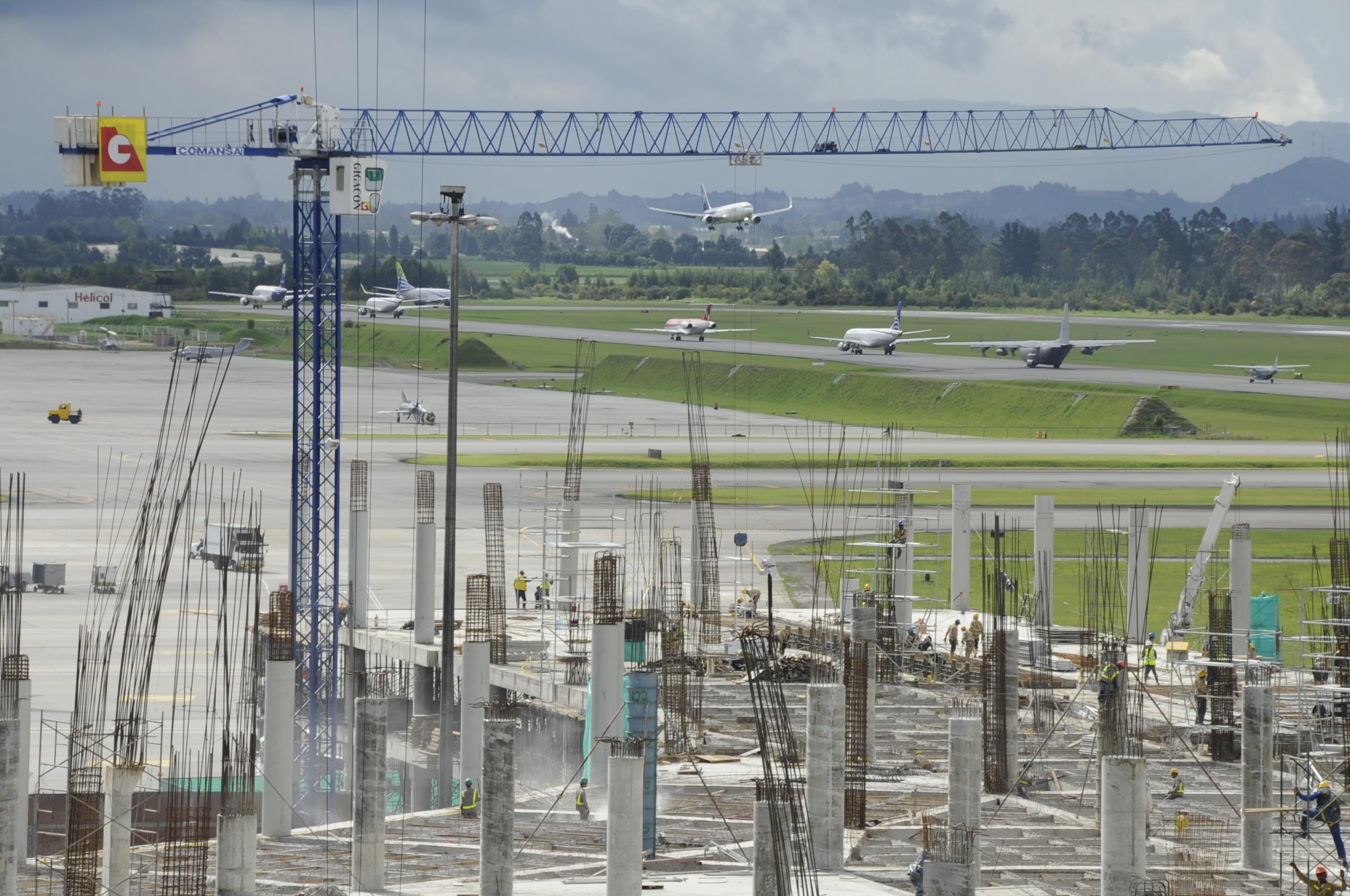
Índice obras realizadas em agosto de 2013.

O 14 de março de 2008, o ex-vice-presidente da Colômbia Francisco Santos confirmou que o Puente aereo não vai te ser remodelada, mas demolida por acordo entre o governo nacional e Opaín. Vai construir um novo terminal, e no final do mesmo, o actual terminal será demolida. A reestruturação está a realizar, porque, segundo os analistas remodelação não seria viável, uma vez que foram detectadas falhas estruturais que iria fazer uma retífica fora custos demasiado elevados, pelo que uma reconstrução é mais conveniente.[carece de fontes?]
Em 2015 o projeto de construção de um aeroporto satélite foi anunciado chamado de El Dorado II, que irá complementar as atuais operações do aeroporto principal. Prevê-se que este novo terminal operacional até 2021 e vai custar COL $ 1.4 bilhoes. Ele estaria localizado entre as cidades de Madrid e Facatativá, no departamento de Cundinamarca.